# Vanuatu na Letnich Igrzyskach Olimpijskich 2016
Vanuatu na Letnich Igrzyskach Olimpijskich 2016 w Rio de Janeiro reprezentowało czterech zawodników. Był to 10. start reprezentacji Vanuatu na letnich igrzyskach olimpijskich.

## Skład reprezentacji

### Boks
| Zawodnik     | Konkurencja  | 1/32                     | 1/16             | 1/8              | Ćwierćfinały     | Półfinały        | Finał            | Finał   |
| Zawodnik     | Konkurencja  | Przeciwnik Wynik         | Przeciwnik Wynik | Przeciwnik Wynik | Przeciwnik Wynik | Przeciwnik Wynik | Przeciwnik Wynik | Pozycja |
| ------------ | ------------ | ------------------------ | ---------------- | ---------------- | ---------------- | ---------------- | ---------------- | ------- |
| Boe Warawara | waga kogucia | Władimir Nikitin P 0 - 3 | NQ               | NQ               | NQ               | NQ               | NQ               | 17.     |

### Judo
| Zawodnik  | Konkurencja | 1/16                 | 1/8              | Ćwierćfinały     | Półfinały        | Repesaż 1        | Repesaż 2        | Repesaż 3        | Finał            | Finał   |
| Zawodnik  | Konkurencja | Przeciwnik Wynik     | Przeciwnik Wynik | Przeciwnik Wynik | Przeciwnik Wynik | Przeciwnik Wynik | Przeciwnik Wynik | Przeciwnik Wynik | Przeciwnik Wynik | Pozycja |
| --------- | ----------- | -------------------- | ---------------- | ---------------- | ---------------- | ---------------- | ---------------- | ---------------- | ---------------- | ------- |
| Joe Mahit | do 66 kg    | Jayme Mata P 0 - 100 | NQ               | NQ               | NQ               | NQ               | NQ               | NQ               | NQ               | 17.     |

### Wioślarstwo
| Zawodnik      | Konkurencja | Eliminacje | Eliminacje | Repesaż | Repesaż | Ćwierćfinały | Ćwierćfinały | Półfinały E/F | Półfinały E/F | Finał E/F | Finał E/F | Miejsce |
| Zawodnik      | Konkurencja | Czas       | M.         | Czas    | M.      | Czas         | M.           | Czas          | M.            | Czas      | M.        | Miejsce |
| ------------- | ----------- | ---------- | ---------- | ------- | ------- | ------------ | ------------ | ------------- | ------------- | --------- | --------- | ------- |
| Luigi Teilemb | Jedynka     | 8:00,42    | 6.         | 7:34,12 | 3.      | NQ           | NQ           | 8:19,15       | 3.            | 8:24,67   | 6.        | 30.     |

### Tenis stołowy
| Zawodnik     | Konkurencja      | Eliminacje                                | Runda 1          | Runda 2          | Runda 3          | 1/8 finału       | Ćwierćfinały     | Półfinały        | Finał            | Finał   |
| Zawodnik     | Konkurencja      | Przeciwnik Wynik                          | Przeciwnik Wynik | Przeciwnik Wynik | Przeciwnik Wynik | Przeciwnik Wynik | Przeciwnik Wynik | Przeciwnik Wynik | Przeciwnik Wynik | Pozycja |
| ------------ | ---------------- | ----------------------------------------- | ---------------- | ---------------- | ---------------- | ---------------- | ---------------- | ---------------- | ---------------- | ------- |
| Yoshua Shing | singiel mężczyzn | Marcos Madrid P 0:4 (8:11,9:11,4:11,1:11) | NQ               | NQ               | NQ               | NQ               | NQ               | NQ               | NQ               | 65.     |